# 川本静子
川本 静子（かわもと しずこ、1933年6月13日 - 2010年4月16日）は、日本の英文学者、翻訳家。津田塾大学名誉教授。

## 人物・来歴
東京府生まれ。1955年津田塾大学学芸学部英文学科卒業、1957年東京大学大学院人文科学研究科修士課程修了、1962年から1年間ハーバード大学大学院に留学、のち津田塾大学助教授、教授、2004年定年退任し名誉教授。
専門は19〜20世紀のイギリス文学で、特にジェイン・オースティン、ジョージ・エリオット、ヴァージニア・ウルフなど女性作家とその時代を多く著し翻訳した。

## 著書
- 『イギリス教養小説の系譜 「紳士」から「芸術家」へ』（研究社出版） 1973
- 『G・エリオット - 他者との絆を求めて』（冬樹社） 1980
- 『ジェイン・オースティンと娘たち イギリス風俗小説論』（研究社出版） 1984
- 『ガヴァネス（女家庭教師） ヴィクトリア時代の〈余った女〉たち』（中央公論社、中公新書） 1994／新編・みすず書房 2007
- 『〈新しい女たち〉の世紀末』（みすず書房） 1999

### 共編著
- 『小説の世紀 オースティンからハーディーまで』（宮崎孝一共著、開拓社） 1968
- 『ヒロインの時代』（北條文緒共編、国書刊行会） 1989
- 『津田梅子の娘たち ひと粒の種子から』（亀田帛子, 高桑美子共著、ドメス出版） 2001
- 『ヴィクトリア女王 ジェンダー・王権・表象』（松村昌家共編、ミネルヴァ書房） 2006

## 翻訳
- 『日陰者ジュード』（トマス・ハーディ、国書刊行会） 1988／中公文庫（上・下） 2007
- 『女性自身の文学 ブロンテからレッシングまで』（エレーン・ショウォールター、岡村直美, 鷲見八重子, 窪田憲子共訳、みすず書房） 1993
- 『ロンゲスト・ジャーニー』（E・M・フォースター、「著作集1」みすず書房） 1994
- 『ある家族の伝記 マリアン・ソーントン伝』（E・M・フォースター、岡村直美共訳、みすず書房） 1998
- 『英語圏女性作家の描く家族のかたち』（佐藤宏子共編訳、ミネルヴァ書房） 2006
- 『ゴースト・ストーリー傑作選　英米女性作家8短篇』（佐藤宏子共編訳、みすず書房） 2009

### ヴァージニア・ウルフ
- 『波』（ヴァージニア・ウルフ、「ウルフ著作集5」みすず書房） 1980
  - 『波　ウルフコレクション』（みすず書房） 1999
- 『自分だけの部屋』（ヴァージニア・ウルフ、みすず書房） 1988、新装版 2013 
  - 『自分だけの部屋　ウルフコレクション』（みすず書房） 1999
- 『女性にとっての職業 エッセイ集』（ヴァージニア・ウルフ、出淵敬子共監訳、みすず書房） 1994
- 『壁のしみ　ウルフコレクション』（ヴァージニア・ウルフ、みすず書房） 1999 - 短編15作
- 『オーランドー ある伝記　ウルフコレクション』（ヴァージニア・ウルフ、みすず書房） 2000
- 『病むことについて』（ヴァージニア・ウルフ、編訳、みすず書房、大人の本棚） 2002、新装版 2021

## 参考
- 『ガヴァネス』著者紹介